# 케빈 밀우드

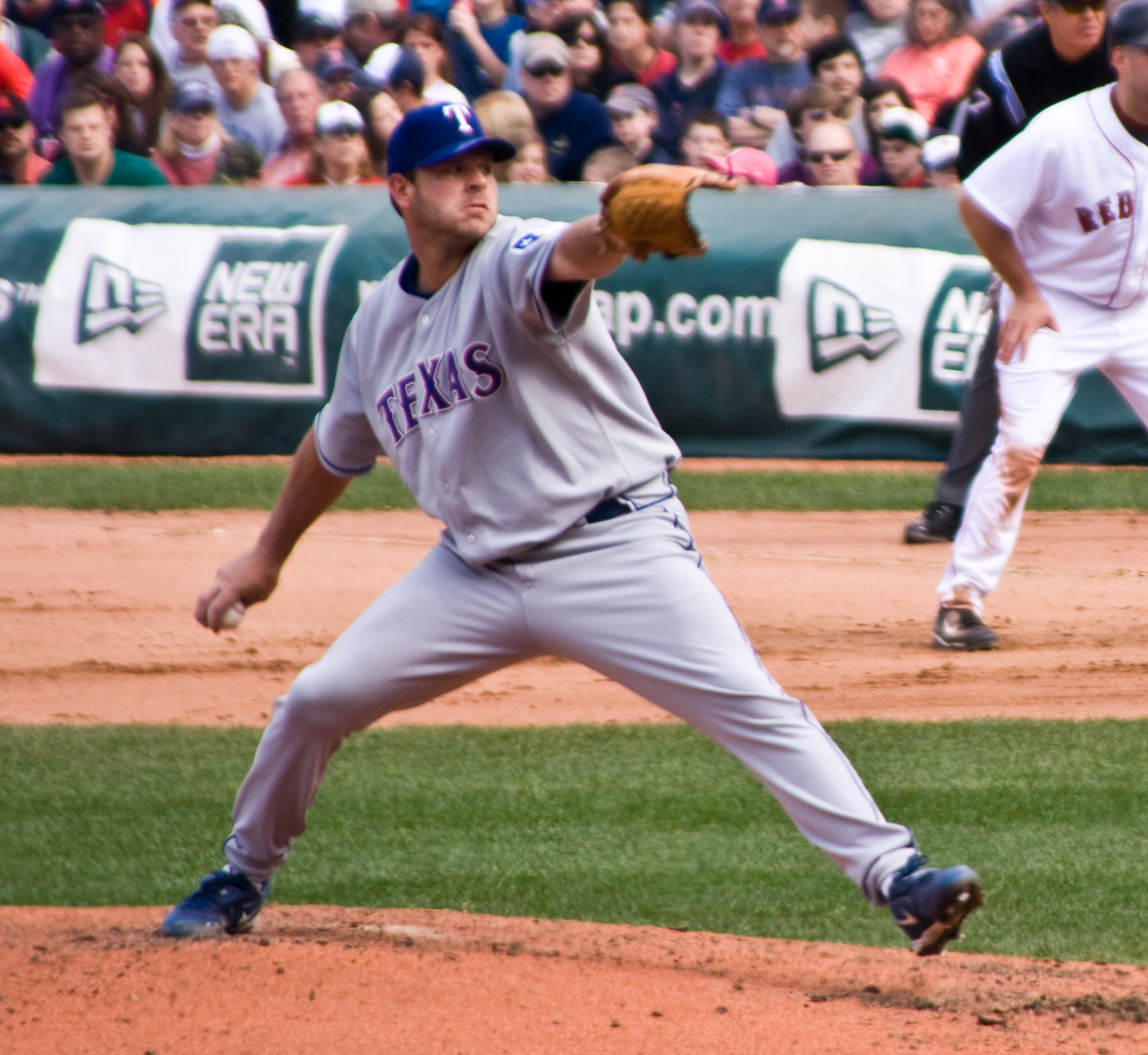

케빈 밀우드(Kevin Millwood, 1974년 12월 24일 ~ )은  전 메이저 리그 볼티모어 오리올스 투수이다.

## 경력
- 애틀랜타 브레이브스
- 필라델피아 필리스
- 클리블랜드 인디언스
- 텍사스 레인저스
- 볼티모어 오리올스
- 뉴욕 양키스 마이너 계약
- 보스턴 레드삭스 마이너 계약
- 콜로라도 로키스
- 시애틀 매리너스 마이너 계약